# Einar Thulin
Einar Thulin (Nils Einar Thulin; * 21. April 1896; † 20. Oktober 1963) war ein schwedischer Hochspringer.
Bei den Olympischen Spielen 1920 in Antwerpen wurde er Siebter mit 1,80 m. 
Seine persönliche Bestleistung von 1,88 m stellte er am 6. Juni 1921 in Malmö auf.